# Alfons Gorbach
Alfons Gorbach (Imst, Tirol, 2 de septiembre de 1898–Graz, Estiria, 31 de julio de 1972) fue abogado y político del Partido Popular Austríaco (Österreichische Volkspartei, ÖVP), Canciller de Austria entre 1961 y 1964.

## Vida
Durante la Primera Guerra Mundial, Alfons Gorbach participó en la batalla de Flitscher Becken (Batallas del Isonzo), y durante una ofensiva perdió una pierna. Ya en la Primera República participó en política, en el Ayuntamiento de Graz entre 1929 y 1932 y en el Parlamento de Estiria entre 1937 y 1938. Tras el Anschluss, Gorbach fue enviado en primer lugar (en el conocido como Prominententransport) al campo de concentración de Dachau, y en 1944 al campo de concentración de Flossenbürg, donde permaneció hasta el final de la Segunda Guerra Mundial.
Ya en el primer Consejo Nacional (Nationalrat) elegido en 1945 se convirtió en su tercer presidente, y de nuevo entre 1956 y 1961. Después de que el ÖVP obtuviese un mal resultado en las elecciones al Consejo Nacional de 1959, y el Partido Socialdemócrata de Austria (Sozialdemokratische Partei Österreichs, SPÖ) se convirtiese en la segunda fuerza política, comenzó en el partido un debate sobre la estrategia a seguir. Tras perder la confianza en que Julius Raab pudiera conducir al ÖVP al éxito, Gorbach fue elegido en el octavo congreso extraordinario del partido (Parteitag) como líder federal (Bundesparteiobmann). No obstante, Raab permaneció en un principio como Canciller Federal de la gran coalición. El gobernador (Landeshauptmann) de Estiria, Josef Krainer, impuso su voluntad de nombrar al estirio Gorbach como líder. Al mismo tiempo, Krainer reclamó para sí la jefatura del partido (Amt des Landesparteichefs) en Estiria, que Gorbach había ocupado con anterioridad, para poder así continuar incrementando su poder en ese estado.
Finalmente, en 1961 Gorbach asumió también el cargo de Canciller Federal que ostentaba Julius Raab y lideró al ÖVP en las elecciones al Consejo Nacional de 1962, en las que el partido ganó algo de peso, pero sin conseguir la mayoría absoluta. Alfons Gorbach permaneció como Canciller Federal de una nueva gran coalición. Poco después, en el seno del ÖVP se comenzó a cuestionar su posición, y el 20 de septiembre de 1963 Josef Klaus fue elegido nuevo líder del partido. El 25 de febrero de 1964 el gobierno Gorbach dimitió, y Klaus negoció una nueva gran coalición y se convirtió en Canciller Federal. Como hombre de equilibrio, Gorbach siguió una política de reconciliación con los antiguos nacionalsocialistas después de 1945 y promovió la gran coalición ÖVP-SPÖ. Gorbach regresó en 1964 a su cargo de diputado en el Consejo Nacional, hasta agotar su mandato en 1970. En el ÖVP se convirtió en delegado de honor (Ehrenobmann) vitalicio. En 1965 perdió ante Franz Jonas las elecciones a la Presidencia Federal (Bundespräsidentschaft).

## Afiliaciones
Dentro de la Unión de Asociaciones de Estudiantes Alemanes Católicos (Cartellverband der katholischen deutschen Studentenverbindungen, CV, conocida actualmente como Österreichischer Cartellverband, ÖCV), fue miembro fundador de la hermandad estudiantil masculina (Katholische Österreichische Studentenverbindung o K.Ö.St.V.) Babenberg Graz, así como miembro del Katholische Österreichische Hochschulverbindung (K.Ö.H.V.) Carolina Graz, y del K.Ö.St.V. Liechtenstein Judenburg del Mittelschüler-Kartell-Verband (MKV).

## Condecoraciones
- 1954:
  - Gran Cruz de Oro (cuarta mayor condecoración) de la Orden del Mérito de la República de Austria (Großes Goldenes Ehrenzeichen mit dem Stern für Verdienste um die Republik Österreich).
- 1960:
  - Gran Cruz de Oro con banda (segunda mayor condecoración) de la Orden del Mérito de la República de Austria (Großes Goldenes Ehrenzeichen am Bande für Verdienste um die Republik Österreich).
  - Anillo de Honor de Estiria (Ehrenring des Landes Steiermark).